# Philip H. Lathrop

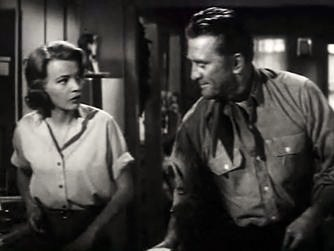
Seuls sont les indomptés (1962) :
Gena Rowlands et Kirk Douglas

Philip H. Lathrop, né le 22 octobre 1912 à Merced (Californie), mort le 12 avril 1995 à Los Angeles (Californie), est un directeur de la photographie américain, membre de l'ASC.
Il est parfois crédité Philip Lathrop ou Phil Lathrop.

## Biographie
Après des débuts au cinéma comme deuxième assistant opérateur en 1935, Philip H. Lathrop devient premier assistant opérateur en 1946, puis est cadreur entre 1948 et 1958, sur vingt films, où il assiste le chef opérateur Russell Metty (ex. : Tout ce que le ciel permet de Douglas Sirk, en 1955, et La Soif du mal d'Orson Welles, en 1958).
Il devient lui-même directeur de la photographie en 1958 et contribue ainsi à soixante-cinq films américains, le dernier (un court métrage) en 1987. Il collabore notamment à huit films réalisés par Blake Edwards, dont La Panthère rose en 1963, avec Peter Sellers et David Niven. Relevons également sa contribution au genre du film catastrophe, avec Tremblement de terre (1974) de Mark Robson et trois films de la série cinématographique des Airport (ex. : Les Naufragés du 747 en 1977).
Parmi les autres réalisateurs avec lesquels il travaille, mentionnons Walter Hill (ex. : Driver en 1978, avec Ryan O'Neal et Isabelle Adjani), Norman Jewison (Le Kid de Cincinnati en 1965, avec Steve McQueen et Edward G. Robinson), Sydney Pollack (On achève bien les chevaux en 1969, avec Jane Fonda et Michael Sarrazin), Boris Sagal (ex. : Le Motel du crime en 1963, avec Richard Chamberlain, Nick Adams et Claude Rains), ou encore Jack Smight (ex. : L'Amour à quatre mains en 1980, avec Shirley MacLaine, James Coburn et Susan Sarandon).
Tremblement de terre lui vaut en 1975 une seconde nomination à l'Oscar de la meilleure photographie (il avait déjà eu une première nomination en 1965, pour Les Jeux de l'amour et de la guerre, avec James Garner et Julie Andrews, sorti en 1964).
Philip H. Lathrop est aussi chef opérateur à la télévision, entre 1958 et 1988 (année où il se retire), sur dix séries — dont soixante épisodes de Peter Gunn, série produite par Blake Edwards, de 1958 à 1960 — et dix téléfilms.

## Filmographie partielle

### Au cinéma

#### Comme premier assistant opérateur
- 1946 : The Cat Creeps d'Erle C. Kenton
- 1948 : L'Extragante Mlle Dee (You gotta stay Happy) d'Henry C. Potter
- 1948 : Les Amants traqués (Kiss the Blood off My Hands) de Norman Foster

#### Comme cadreur
- 1948 : Ils étaient tous mes fils (All My Sons) d'Irving Reis
- 1950 : L'Aigle du désert (The Desert Hawk) de Frederick De Cordova
- 1950 : Dangereuse Mission (Wyoming Mail) de Reginald Le Borg
- 1951 : Les Frères Barberousse (Flame of Araby) de Charles Lamont
- 1952 : Une fille à bagarres (Scarlet Angel) de Sidney Salkow
- 1952 : Les Boucaniers de la Jamaïque (Yankee Buccaneer) de Frederick de Cordova
- 1952 : À l'abordage (Against All Flags) de George Sherman
- 1953 : L'Expédition du Fort King (Seminole) de Budd Boetticher
- 1953 : Le Déserteur de Fort Alamo (The Man from Alamo) de Budd Boetticher
- 1953 : Le Prince de Bagdad (The Veils of Bagdad) de George Sherman
- 1955 : Tout ce que le ciel permet (All that Heaven allows) de Douglas Sirk
- 1958 : La Soif du mal (Touch of Evil) d'Orson Welles

#### Comme directeur de la photographie
- 1958 : Le Gang des filles (Girls on the Loose) de Paul Henreid
- 1958 : Sur la piste de la mort (Wild Heritage) de Charles F. Haas
- 1958 : Vacances à Paris (The Perfect Furlough) de Blake Edwards
- 1958 : L'Implacable Poursuite (The Saga of Hemp Brown) de Richard Carlson
- 1959 : La Fin d'un voyou (Cry Tough) de Paul Stanley
- 1960 : La Vie privée d'Adam et Ève (The Private Lives of Adam and Eve) de Mickey Rooney et Albert Zugsmith
- 1961 : Diamants sur canapé (Breakfast at Tiffany's) de Blake Edwards
- 1962 : Allô, brigade spéciale (Experiment in Terror) de Blake Edwards
- 1962 : Seuls sont les indomptés (Lonely are the Brave) de David Miller et Kirk Douglas
- 1962 : Le Jour du vin et des roses (Days of Wine and Roses) de Blake Edwards
- 1963 : L'Offrande (Dime with a Halo) de Boris Sagal
- 1963 : La Dernière Bagarre (Soldier in the Rain) de Ralph Nelson
- 1963 : La Panthère rose (The Pink Panther) de Blake Edwards
- 1963 : Le Motel du crime (Twilight of Honor) de Boris Sagal
- 1964 : Les Jeux de l'amour et de la guerre (The Americanization of Emily) d'Arthur Hiller
- 1964 : 36 heures avant le débarquement (36 Hours) de George Seaton
- 1965 : Le Kid de Cincinnati (The Cincinnati Kid) de Norman Jewison
- 1965 : Première Victoire (In Harm's Way) d'Otto Preminger (chef opérateur de seconde équipe)
- 1965 : La Stripteaseuse effarouchée (Girl Happy) de Boris Sagal
- 1966 : Qu'as-tu fait à la guerre, papa ? (What did you do in the War, Daddy ?) de Blake Edwards
- 1967 : Comment réussir en amour sans se fatiguer (Don't make Waves) d'Alexander Mackendrick
- 1967 : Les Détraqués (The Happening) d'Elliot Silverstein
- 1967 : Peter Gunn, détective spécial (Gunn) de Blake Edwards
- 1967 : Le Point de non-retour (Point Blank) de John Boorman
- 1968 : La Vallée du bonheur (Finian's Rainbow) de Francis Ford Coppola
- 1968 : Le Baiser papillon (I love you, Alice B. Toklas !) d'Hy Averback
- 1969 : L'Homme tatoué (The Illustrated Man) de Jack Smight
- 1969 : On achève bien les chevaux (They shoot Horses, don't they ?) de Sydney Pollack
- 1969 : Les Parachutistes arrivent (The Gypsy Moths) de John Frankenheimer
- 1970 : Le Maître des îles (The Hawaiians) de Tom Gries
- 1970 : Le Bourreau (The Traveling Executioner) de Jack Smight
- 1971 : Deux Hommes dans l'Ouest (Will Rovers) de Blake Edwards
- 1972 : Portnoy et son complexe (Portnoy's Complaint) d'Ernest Lehman
- 1973 : Le Voleur qui vient dîner (The Thief Who Came to Dinner), de Bud Yorkin
- 1974 : Tremblement de terre (Earthquake) de Mark Robson
- 1974 : 747 en péril (Airport 1975) de Jack Smight
- 1975 : Le Bagarreur (Hard Times) de Walter Hill
- 1975 : Le Prisonnier de la seconde avenue (The Prisoner of Second Avenue) de Melvin Frank
- 1975 : Tueur d'élite (The Killer Elite) de Sam Peckinpah
- 1976 : Le Pirate des Caraïbes (Swashbuckler) de James Goldstone
- 1977 : Les Naufragés du 747 (Airport '77) de Jerry Jameson
- 1978 : Driver (The Driver) de Walter Hill
- 1979 : Airport 80 Concorde (The Concorde : Airport '79) de David Lowell Rich
- 1980 : L'Amour à quatre mains (Loving Couples) de Jack Smight
- 1980 : La Puce et le Grincheux (Little Miss Marker) de Walter Bernstein
- 1980 : Changement de saisons (A Change of Seasons) de Richard Lang
- 1980 : Mister gaffes (Foolin'Around) de Richard T. Heffron
- 1981 : La Vie en mauve (All Night Long) de Jean-Claude Tramont
- 1982 : Jekyll and Hyde... Together Again de Jerry Belson
- 1982 : Hammett de Wim Wenders (chef opérateur de seconde équipe)
- 1982 : Class Reunion (National Lampoon's Class Reunion) de Michael Miller
- 1986 : L'Amie mortelle (Deadly Friend) de Wes Craven

### À la télévision
(comme directeur de la photographie)

#### Séries
- 1958-1960 : Peter Gunn, série produite par Blake Edwards, Saisons 1 et 2, soixante épisodes
- 1959 : Rawhide, Saison 1, neuf épisodes
- 1959 : Le Monde merveilleux de Disney (The Wonderful World of Disney ou Disneyland), Saison 6, épisodes 4 et 5 The Swamp Box (Part I : The Birth of the Swamp Box ; Part II : Brother against Brother)
- 1959-1960 : Bonne chance M. Lucky (Mr. Lucky), Saison unique, intégrale (trente-quatre épisodes)
- 1960-1961 : Hong Kong, Saison unique, vingt-quatre épisodes
- 1961 : Première série Perry Mason, Saison 4, épisode 23 The Case of the Torrid Tapestry de John English et épisode 24 The Case of the Violent Vest de Lewis Allen

#### Téléfilms
- 1977 : Never Con a Killer de Buzz Kulik
- 1977 : Capitaines courageux (Captains Courageous) d'Harvey Hart
- 1985 : Picking Up the Pieces de Paul Wendkos
- 1987 : Six against the Rock de Paul Wendkos

## Récompenses et distinctions

### Nominations
- Oscar de la meilleure photographie (nominations uniquement) :
  - En 1965, catégorie noir et blanc, pour Les Jeux de l'amour et de la guerre ;
  - Et en 1975, pour Tremblement de terre.